# بيتي مورغان
بيتي مورغان (بالإنجليزية: Betty Morgan)‏ هي لاعبة بولينغ بريطانية، ولدت في 5 سبتمبر 1942 في Llandrindod Wells ‏ في المملكة المتحدة.